# 이시히메노히메미코
이시히메노히메미코(일본어: 石姫 皇女 いしひめ の ひめみこ/いしひめ の おうじょ[*], 생몰년 미상)는 일본의 29대 긴메이 천황의 황후이다. 『고사기』에서는 이시히메노미코토 (石比売命)로 쓰여있다.
아버지는 센카 천황, 어머니는 타치바나노나카츠히메미코 (닌켄 천황의 황녀)이다. 비다츠 천황의 어머니이다.

## 약력
동복자매인 쿠라노와카야히메노히메미코(倉稚綾姫皇女), 히카게노히메미코(日影皇女)와 함께 긴메이 천황의 비가 되었다. 긴메이 천황 원년 1월 15일 (540년 2월 8일)에 긴메이 천황의 황후가 되었다. 비다츠 천황 원년 4월 3일 (572년 4월 30일), 아들 비다츠 천황의 즉위와 함께 황태후에 올랐다.

## 계보
- 아버지 : 센카 천황
- 어머니 : 타치바나노나카츠히메미코
- 남편 : 긴메이 천황
  - 아들 : 야타노타마카츠노오오에노미코
  - 아들 : 비다츠 천황
  - 딸 : 카사누이노히메미코

## 능

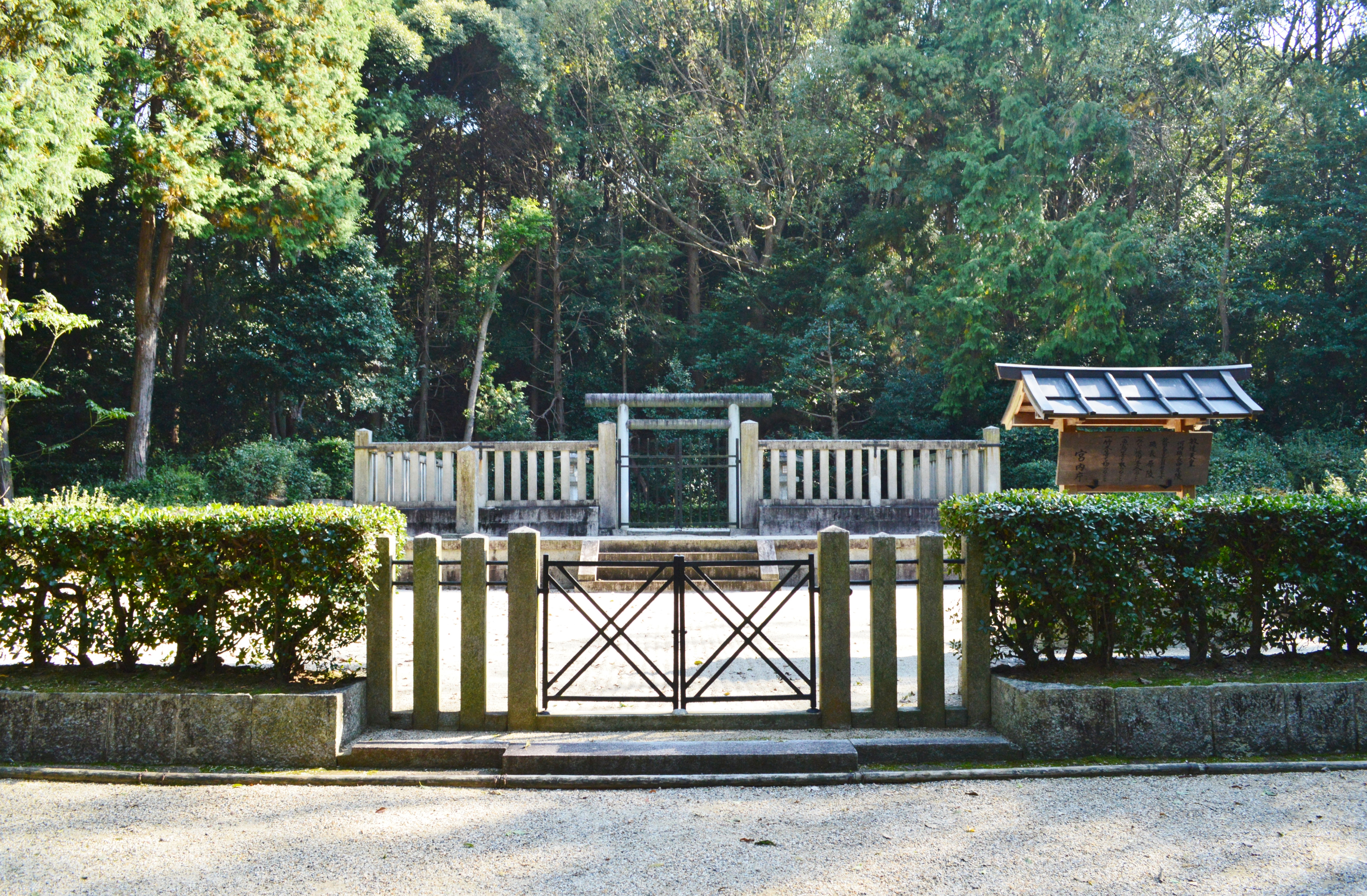
비다츠 천황 코우치노시나가노나카노오노릉・
이시히메노히메미코 시나가노하라노릉(오사카부 미나미카와치군 타이시쵸)

능은 궁내청에 의하면, 오사카부 미나미카와치군 타이시쵸에 잇는 시나가노하라노릉(磯長原陵)에 치정되어있다. 아들 비다츠 천황과의 합장릉으로, 궁내청상 형식은 전방후원형이다. 유적 이름은 타이시니시야마고분으로, 분구의 길이는 113m의 전방후원분이다.
이시히메노히메미코의 붕어 년도는 알 수 없으나, 『일본서기』에서는 스슌 천황 4년 (591년?) 4월에 이시히메노히메미코의 무덤에 비다츠 천황이 후에 같이 묻히게 되었다며, 그 능호를 "시나가릉(磯長陵)"이라고 한다. 『엔기시키(延喜式)』 쇼료시키(諸陵式)에서는 이시히메노히메미코의 묘는 원묘의"이소나가하라릉(磯長原墓)"로 기재되어, 카와치국 이시카와군 비다츠 천황릉 내의 소재로, 슈코 3연을 매년 쬐는 것으로 한다.

## 같이 보기
- 이와 신사 (카시와라시) - 오사카부 카시와라시에 있는 신사. 이시히메노히메미코를 주제신으로